# ジョージアの国章
ジョージアの国章（ジョージアのこくしょう）は、2004年10月1日に承認され、2005年に制定された。デザインの一部がグルジア王家の流れを汲むムフラニ家の紋章に基づいている。

## 概要
左後ろ足立ちの2匹のライオン が盾のサポーターとして描かれており、盾の上には金色のグルジア王家の冠が乗っている。この冠は、ジョージアの主権をあらわしている。盾自体の色は赤色で、馬に乗り、槍で頭を貫かれて地を這うドラゴンを踏みつける銀色の聖ゲオルギウスが描かれている。これは、国名由来の伝承（聖ゲオルギウスの龍退治）を表現したものである。
盾の下には、白色のリボンに黒色のグルジア文字で「団結は力なり」(Dzala Ertobashia、グルジア語: ძალა ერთობაშია)というモットーが書かれている。

## 以前の国章
- 1918年 - 1921年および1991年 - 2004年

この国章は、1918年から1921年にかけて存在したグルジア民主共和国で使用された。グルジアの守護聖人であるゲオルギウスが描かれているが、自由を求めてロシア帝国と戦ったグルジアを象徴するアミランであるとする等、別の説もある。1991年に国章として復活し、2004年まで用いられた。
- 1801年 - 1917年

1917年以前は、グルジアはロシア帝国の一部であり、グルジアの紋章はカフカースの紋章の一部であった。
- 1801年以前

1801年以前の紋章の多くは、ダビデの子孫を称するバグラチオニ家の紋章であった。そのため、ダビデ王のこと、投石器、王笏、宝珠、 竪琴、 天秤、チュニック等の要素が含まれている。

1801年以前の紋章
グルジア民主共和国の国章 (1918-1921)
グルジア社会主義ソビエト共和国の国章 (1921-1937)
ザカフカース社会主義連邦ソビエト共和国の国章 (1923-1936)
グルジア・ソビエト社会主義共和国の国章 (1937-1981)
グルジア・ソビエト社会主義共和国の国章 (1981-1990)
グルジアの国章 (1990-2004)